# Imputado arrepentido
El imputado arrepentido es, en el derecho de algunos países, la persona que dentro de un proceso penal brinda información o datos precisos, comprobables y verosímiles que contribuyan a evitar o impedir el comienzo, la permanencia o consumación del delito; a esclarecer el hecho y a revelar la identidad o paradero de autores, instigadores o partícipes, todo ello a cambio del beneficio para el arrepentido de obtener la reducción o exención de la pena. 
La figura recibe el nombre de “imputado arrepentido” en Argentina, “delación premiada” –“delação premiada"- en Brasil, “colaborador de la justicia” -“Collaboratore di giustizia”o “pentito”- en Italia y “repenti” o “collaborateur de justice” en Francia.

## Antecedentes históricos
La figura del arrepentido o informante tiene lejanos antecedentes en el derecho de diversos países. Se sabe que ya en Grecia una ley de 397 exceptuaba de pena al cómplice de una conspiración que la delataba pero en 423 Teodosio y Honorio dictaron una norma de contenido opuesto. También estaba dirigida a los delitos contra la seguridad del Estado la norma de los artículos 101 a 108 del Código Napoleónico de 1810 similar a la citada de 397. Ya en la Roma antigua, la confesión del delito era tomada como un presupuesto de concesión de una especia de premio y el desistimiento voluntario o arrepentimiento debía ser considerado por los jueces y en el caso de los delitos políticos en particular el partícipe arrepentido colaborar podía obtener una importante atenuación de la pena o incluso la eximición de ella.

## La institución por países

### Alemania
En el Código Penal alemán (Strafgesetzbuch, StGB), el &129 referido al delito de pertenencia a una asociación criminal permite que el juez atenúe la pena o exima de ella al miembro que “Se esfuerce voluntaria y sinceramente en impedir la continuación de la asociación o la comisión de alguno de los delitos que constituyen su objeto o que revele voluntaria y puntualmente delitos cuya planificación conozca y que aún puedan ser evitados. 
Iguales disposiciones se contemplan para la asociación terrorista y hay previsiones específicas para los arrepentidos en materia de tráfico de drogas en la Betäubungsmittelgesetz de 28 de marzo de 1981 (BtMG)18, && 31 y 31 a y también con respecto al blanqueo de capitales.

### Argentina
La posibilidad de convertirse en imputado arrepentido se regula por la ley 27.304 sancionada el 19 de octubre de 2016 que sustituyó el art. 41 ter del Código Penal y hasta antes del dictado del auto de elevación a juicio, del cierre de la investigación preparatoria o del acto procesal equivalente, para los delitos expresamente enumerados en la ley, que se refieren a la producción y tráfico de drogas, prostitución y trata de personas, secuestro extorsivo, asociación ilícita, delitos aduaneros como el contrabando, corrupción de menores, pornografía infantil, privación de la libertad, prevaricato, delitos contra el orden financiero o económico y los delitos relacionados con la corrupción, excluyendo delitos de lesa humanidad y a funcionarios que hayan ejercido o estén ejerciendo cargos susceptibles del proceso de juicio político de acuerdo a lo establecido por la Constitución Nacional.
La pena que pudiera corresponder al arrepentido se reduce entre dos tercios y la mitad y en el caso de prisión y/o reclusión perpetua, hasta los 15 años de prisión. Conforme al art. 276 bis del Código Penal, el arrepentido que da información falsa, además de no recibir el beneficio de reducción de condena por el delito que cometió, es pasible de una pena va de 4 a 10 años de prisión. Esta norma fue declarada constitucional por la Cámara Federal de Apelaciones.
No se podrá fundamentar una condena únicamente en las manifestaciones efectuadas por el imputado arrepentido, sino que al hacerla valer el juez deberá indicar de manera precisa y fundada su correlación con las restantes pruebas en que se sustenta la condena. La materialidad de un hecho delictivo no podrá probarse únicamente sobre la base de esas manifestaciones.

### Austria
En Austria, respecto de todas las figuras de asociación criminal se prevé una excusa absolutoria para los casos de arrepentimiento activo eficaz que incluya revelar lo que conoce del hecho y siempre que esa relevación contribuya decisivamente a eliminar o disminuir notablemente
el peligro procedente de tal acuerdo, asociación u organización o favorezca el esclarecimiento de su accionar criminal o de la persona que participó como dirigente en el acuerdo, asociación u organización.

### Brasil
La delincuencia premiada puede beneficiar al acusado con:
- disminución de la pena de 1/3 (33,3%) a 2/3 (66,6%);
- cumplimiento de la pena en régimen semiabierto;
- extinción de la pena;
- perdón judicial.

En 2013, la entonces presidenta de la república Rousseff aprobó la ley de colaboración premiada para su uso en el delito de organización criminal, en la Ley de las organizaciones criminales 12.850 / 13.

### Estados Unidos
El criterio prevaleciente en Estados Unidos es el de conceder inmunidad "de transacción" a quien colabore en calidad de arrepentido declarando respecto de otros partícipes. .

### Francia
En Francia, la llamada ley Perben II de 9 de marzo de 2004 establece que toda persona que esté a punto de cometer un delito relacionado con el terrorismo, el crimen organizado o el narcotráfico  y advierta a la Justicia permitiendo que el delito no se efectivice y, en su caso, identificar a sus cómplices, quedará exenta de responsabilidad; si ella solamente permite hacer cesar el delito, será condenada a una pena inferior a la que corresponda al delito. Ninguna condena podrá dictarse basada exclusivamente en el testimonio de los cómplices arrepentidos. El arrepentido colaborador puede solicitar una identidad prestada para protegerse contra posibles represalias.

### Italia
Tiene incentivos de estas características con relación a los delitos de tráfico de drogas y asociación dirigida a la comisión de este delito, la asociación terrorista y asociación de tipo mafioso. Los efectos de la colaboración puede ser una reducción de la pena - exclusión si el arrepentimiento impide el delito proyectado-,  la revocación o sustitución de la medida de custodia cautelar o la concesión de beneficios penitenciarios.
La ley del 6 de febrero de 1980, n. 15 (la llamada ley Cossiga) que dio un importante impulso a la lucha contra el terrorismo, aunque fue criticada por otorgar privilegios a los delincuentes prominentes, obviamente en posesión de información importante, mientras que aquellos que cometieron delitos en una función subordinada, a menudo no tuvo la oportunidad de proporcionar información útil a la Justicia y, por lo tanto, no pudo acceder a la disminución de la pena.
Giovanni Falcone y Antonino Scopelliti fueron de los primeros jueces que comprendieron la importancia de los arrepentidos en la lucha contra el crimen organizado y fomentaron su uso en investigaciones importantes y delicadas; gracias a Falcone se emitió el decreto ley el 15 de enero de 1991, n. 8, convertido, con modificaciones, por ley 15 de marzo de 1991, n. 82, una de las primeras leyes emitidas para regular el fenómeno en el contexto de la represión de la mafia en Italia,  una disposición luego enmendada por la ley del 13 de febrero de 2001, n. 45.

### Suiza
El Derecho suizo otorga al juez la posibilidad de atenuar –no la de eximir- la pena por pertenencia a una organización criminal de quienes colaboran con la justicia, con arrepentimiento activo, esto es cuando se esfuerza por impedir la continuación de la actividad criminal de la organización (artículo 260 ter.2 del Código Penal.

## Valoración de la institución
Al analizar el régimen de la colaboración premiada vigente en Brasil que, en lo fundamental, es similar a la del imputado arrepentido de Argentina, se han formulado opiniones en favor y en contra. Los críticos argumentan que, al efectuar una prisión preventiva y condicionar la libertad del preso a su delación, la institución de la colaboración premiada se asemeja a la tortura.
Por otra parte, el juez federal responsable de la primera sentencia del Alexandro Sampaio, afirmó que la delación es un instrumento "estrictamente regulado por la ley" y fundamental para "vencer pactos de silencio establecidos entre criminales", y también agregó que una modificación del régimen de concesiones a los denunciantes "obstaculizaría a la justicia llegar a las filas superiores de las organizaciones criminales".
Se enfatiza además que facilita la recuperación de fondos malhabidos y se señala que en dos años, la Operación Autolavado recuperó más de 4.000 millones de reales desviados por la corrupción